# Acanthonevra normaliceps
Acanthonevra normaliceps
 es una especie de insecto del género Acanthonevra de la familia Tephritidae del orden Diptera. 

## Historia
Günther Enderlein la describió científicamente por primera vez en el año 1911.